# Botyodes rufalis
Botyodes rufalis es una polilla de la familia Crambidae. Fue descrita por George Hampson en 1896. Se encuentra en Myanmar.